# Хамад Ганаєм
Хамад Ганаєм (івр. חמד גנאים, нар. 8 липня 1987, Сахнін) — ізраїльський футболіст, лівий півзахисник клубу «Шабаб Аль-Халіль».

## Біографія
Вихованець клубу «Бней Сахнін». У сезоні 2004/05 дебютував у першій команді в грі проти «Ашдода» і поступово став основним гравцем команди, зігравши понад 300 матчів за клуб в усіх турнірах.
21 липня 2016 року він покинув «Бней Сахнін» після 12 років і був підписаний палестинським клубом «Шабаб Аль-Халіль».